# Heddernheimer Schloss

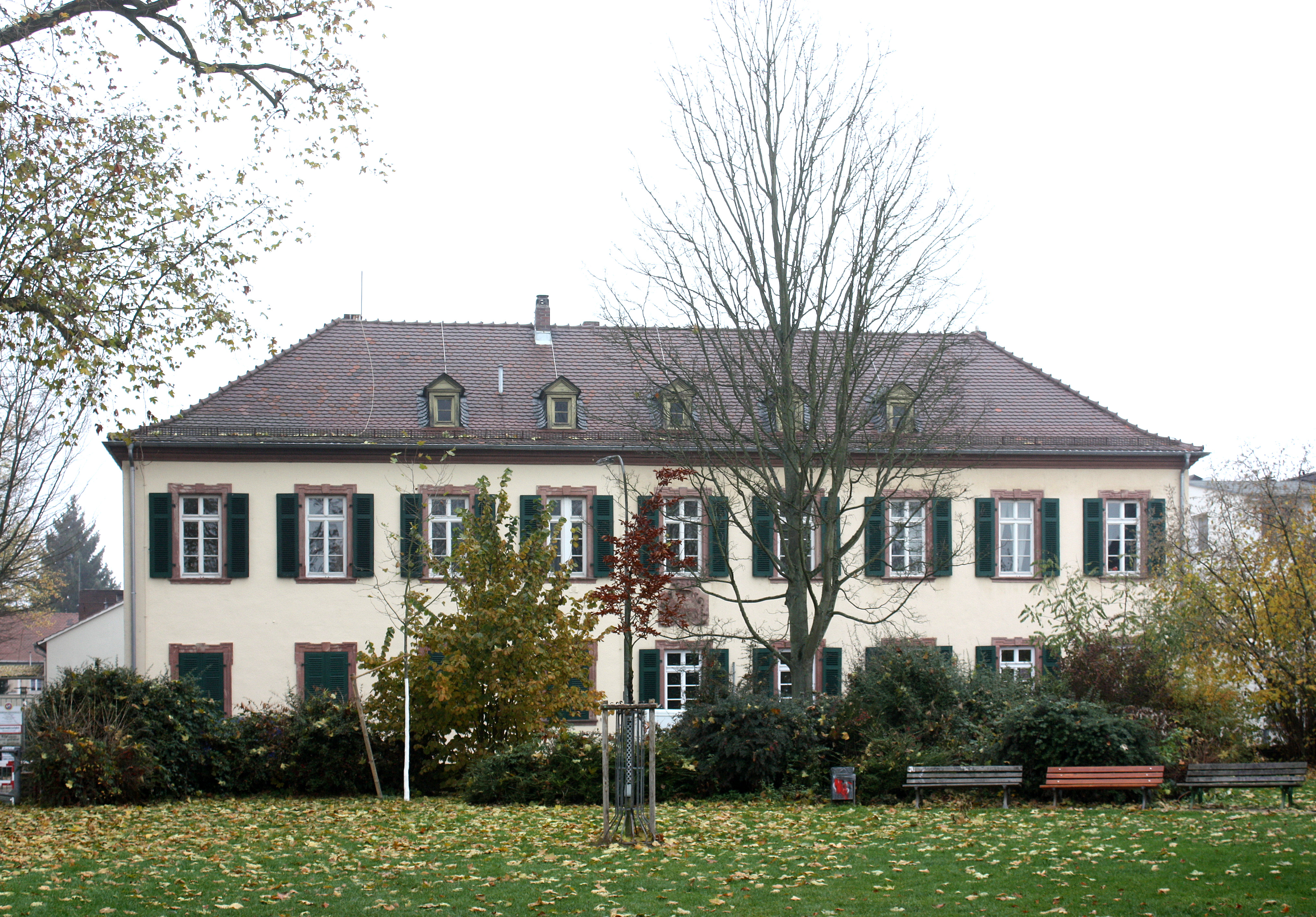
Die Straßenfront des ehemaligen Schlosses

Das Heddernheimer Schloss (ehemals Neues Schloss genannt) ist ein frühneuzeitlicher Schlossbau der Adelsfamilie von Riedt im heutigen Frankfurter Stadtteil Heddernheim in Hessen.

## Lage
Das ehemalige Schloss befindet sich in der Straße Alt-Heddernheim 30 im Osten Heddernheims nicht weit entfernt vom Ufer des Flusses Nidda.

## Geschichte

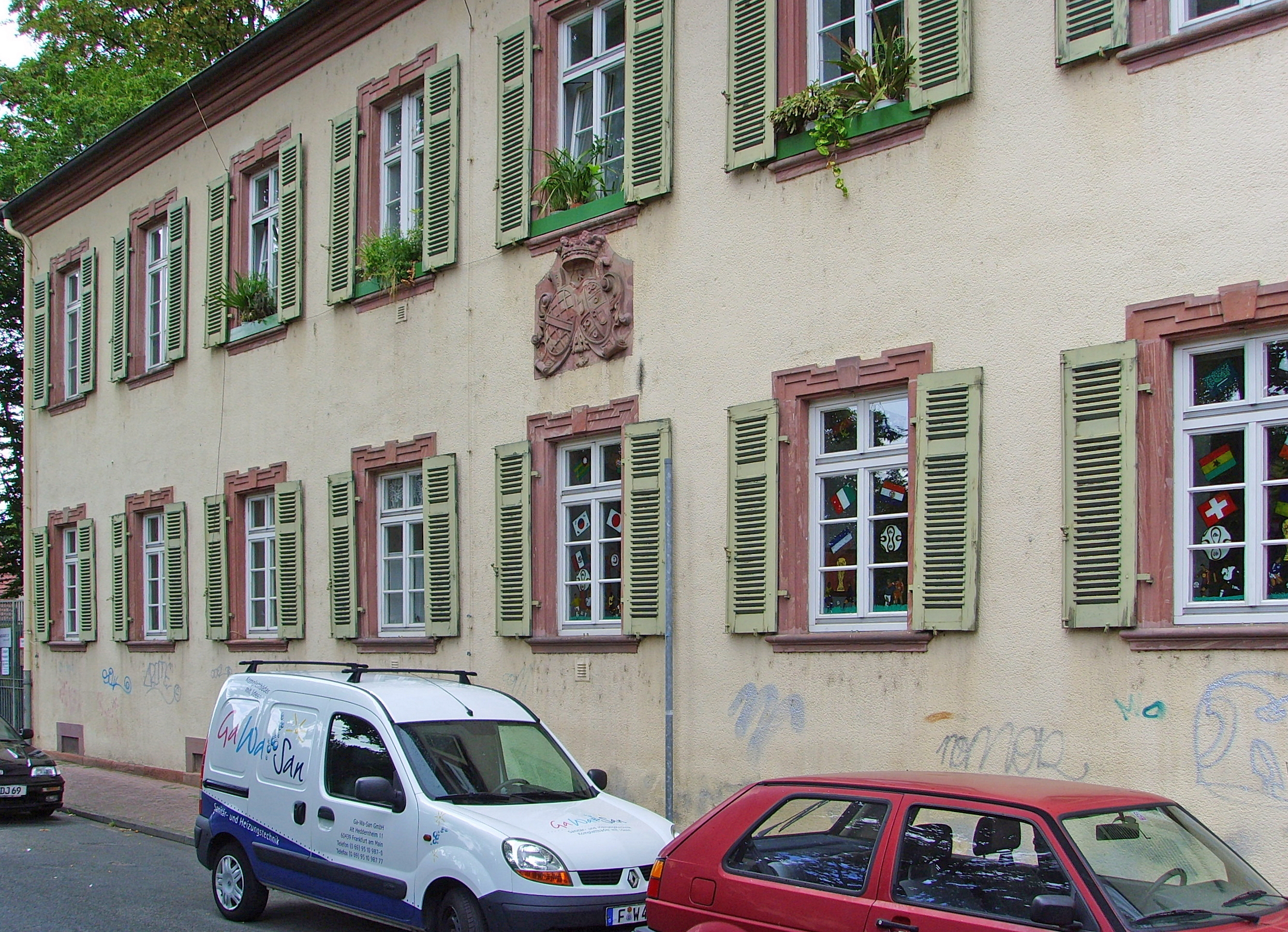
Wappenzeichen am Schloss

Die Freiherren von Riedt, Erben von Philipp Wolfgang von Praunheim-Klettenberg (der Erbauer der Burg Philippseck, Verkäufer der Stammburg Klettenburg und letzter Klettenburger war) kamen erst nach langen Erbstreitigkeiten um 1720 an ihr Erbe. 
Philipp Wilhelm von Riedt, ehemaliger Obrist eines Dragonerregiments, späterer General des Kurfürstentums Mainz und Gouverneur der Stadt und der Festung Mainz, hatte sich um 1740 in Heddernheim, das 1720 in Besitz der Freiherren von Riedt gelangt war, das kleine Schloss mit einer Schlosskapelle erbauen lassen. Das Schloss wurde Stammsitz derer von Riedt. Die katholische Adelsfamilie stammte aus dem Rheingau. Der General starb 1764 ohne männlichen Erben. Durch die Heirat seiner Tochter kam es in den Besitz der Freiherren von Breidbach-Bürresheim, die sich nun auch „von Riedt“ nannten und das Schloss bis 1878 bewohnten. Da die Breidbach-Bürresheim genannt Riedt Verwandte des damaligen Kurfürsten von Mainz Emmerich Joseph von Breidbach zu Bürresheim waren, aber auch hohe Beamte am Hof von Nassau, wurde das Heddernheimer Schloss in dieser Zeit häufig Schauplatz festlicher Veranstaltungen, bei denen auch der Herzog anwesend war und im Vierspänner vorzufahren pflegte. 1803 gelangten die Mainzer Hoheitsrechte mit dem Reichsdeputationshauptschluss an das Fürstentum Nassau (ab 1806: Herzogtum Nassau).
Nach 1878 wurde das Anwesen von den Besitzern selbst nicht mehr genutzt. Im Jahr 1889 wurde das Schloss in ein adliges Alterstift umgewidmet und diente als „Auguste-Victoria-Stift“, benannt nach der letzten Königin von Preußen, und wurde von adeligen Damen wie zum Beispiel der Freiin von der Goltz und der Gräfin Hatzfeld bewohnt.
Im Jahr 1908 verkaufte Freiherr Hubert Anton von Breidbach das Anwesen mit allen Ländereien an die Stadt Frankfurt. Die Besitzer hatten rund 30 Jahre zuvor in der Oberpfalz das Schloss Fronberg erworben und waren dorthin verzogen; die ehemaligen Herren von Heddernheim sind dort in den Schlossräumen auf Ölgemälden zu sehen. 
Nach einer Nutzung als Krankenhaus im Ersten Weltkrieg von 1914 bis 1918 wurde es zu Wohnzwecken für Familien um- und ausgebaut.

## Anlage

### Schloss

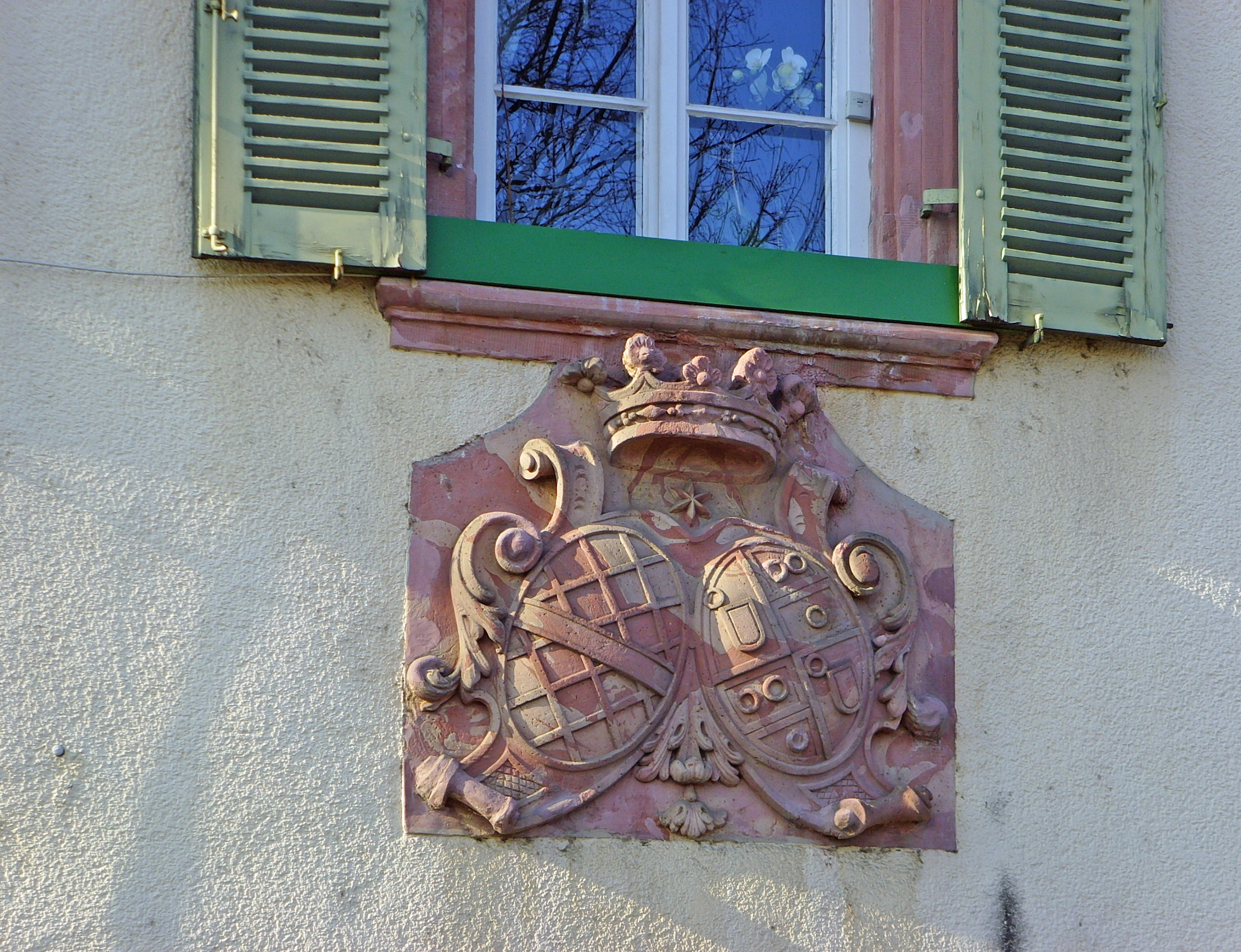
Das Familienwappen der Erbauer an der Nidda-Seite

Der Haupttrakt des Neuen Schlosses besteht noch. Das Heddernheimer Schlossgebäude wurde im Zweiten Weltkrieg durch Fliegerbomben erheblich beschädigt. Das Dachgeschoss, heute ein Walmdach, wurde danach nicht mehr im alten Stil wiederaufgebaut. 
Der zweigeschossige Barockbau besteht aus zwei L-förmig aneinandergesetzten Flügeln: einem neunachsigen Südost-Flügel zur Straße hin und einem siebenachsigen Südwest-Flügel zum Eingang hin. Nach hinten sind moderne Gebäude angesetzt, in denen eine Kindertagesstätte untergebracht ist. Die Fenster des Schlosses weisen einfache rechtwinklige Sandsteinportale auf. Der längere zur Straße liegende Teil des Schlosses ist der Hauptbau. 
Das Heddernheimer Schloss besitzt zwei Wappensteine, einen älteren in der Mitte der Südostfassade und den jüngeren Wappenstein in der Mitte der Südwestfassade über dem Eingang, beide jeweils zwischen den Fensterreihen von Erdgeschoss und erstem Stock.
Das zur Straße zeigende ältere Doppelwappen ist von Philipp Wilhelm von Riedt und seiner Ehefrau, Maria Eleonore Catharina Knebel von Katzenelnbogen.
Heraldisch rechts das Wappen derer von Riedt (vom Riedt oder auch von Riedt von Lorch) zeigt in Silber ein rotes Schräggitter, von einer roten Leiste überdeckt. Das hier nicht dargestellte Oberwappen wäre ein silberner Flug mit rotem Schräggitter auf dem gekrönten Helm mit rot-silbernen Decken, beidseits belegt mit der roten Leiste des Hauptwappens. 
Das heraldisch linke Wappen stellt das vermehrte Wappen der Knebel von Katzenelnbogen dar, es ist geviert, dabei sind Feld 1 und 4 in Silber ein rotes Schildchen, im rechten Obereck von einem schwarzen Ring begleitet das Stammwappen, Feld 2 und 3 – in Schwarz ein goldener Balken, der von drei (2:1 geteilten) goldenen Kugeln begleitet ist, das ehemalige Wappen der Grorodt. Auch wenn das Motiv wie Ringe aussieht, handelt es sich korrekterweise um Kugeln. Das Wappen der 1678 mit Melchior von Grorodt erloschenen Familie kam über seine Tochter Anna Maria Sidonia, die Johann Philipp Knebel von Katzenelnbogen als vierte Ehefrau heiratete an diese. Die beiden Genannten waren die Eltern des für sein luxuriöses Leben im Stil eines absolutistischen Herrschers und eine korrupte Verwaltung berüchtigten Eichstätter Fürstbischofs Johann Anton I. Knebel von Katzenelnbogen. Die Knebel von Katzenelnbogen waren rheinischer Uradel.
Auf der Südwestseite des Anwesens ist der zweite jüngere Wappenstein über der mittig angeordneten Tür angebracht. Dieser Stein ist ebenfalls geviert, Feld 1 und 4 zeigen in Silber einen blau gekrönten roten Drachen, Feld 2 und 3 das schon bekannte in Silber verflochtenes Schräggitter und darüber der rote Balken. Es stellt die Vereinigung der Wappen derer von Breidbach zu Bürresheim und derer von Riedt dar. Der Wappenschild wird oben von einer Laubkrone überspannt, dahinter sind helmdeckenartige Phantasieornamente, die nicht dem normalen heraldischem Stil entspricht, denn Helmdecken setzen eigentlich einen Helm voraus, der hier aber komplett fehlt. Andererseits wäre dieser bei Verwendung einer Rangkrone anstelle eines Oberwappens auch stilistisch verfehlt.
Die Erbtochter von Philipp Wilhelm von Riedt hatte einen Herrn von Breidbach-Bürresheim geheiratet. Diese Familie spaltete sich dadurch in zwei Linien. Die ältere Linie starb mit Franz Ludwig Anselm von Breidbach-Bürresheim (1718 bis 21. Februar 1796) aus. Die jüngere Linie trat mit dem Tode des Wilhelm von Riedt im Jahr 1764 das Erbe inklusive Dorf Heddernheim und zugehörigen Besitzungen in Praunheim, Ginnheim, Eschersheim, Niederursel, Bonames und Harheim an – nun unter dem vereinigten Namen Freiherren von Breidbach-Bürresheim genannt von Riedt.

### Katholische Kapelle
In der im Schloss eingerichteten Hauskirche Zum Heiligen Kreuz feierte zunächst der katholische Pfarrer von Weißkirchen für die herrschaftliche Familie, deren zahlreiche katholische Bedienstete und die wenigen ortsansässigen Katholiken die Heilige Messe. Bald darauf berief Herr von Riedt auf eigene Kosten (100 Gulden pro Jahr bei freier Kost und Unterbringung) einen eigenen Geistlichen, der ab 1746 auch der neu gegründeten katholischen Pfarrei Heddernheim vorstand. „Bei dem Bau des Schlosses war meine fürnembste Absicht dahin gerichtet, den bei schwedischen Kriegstroublen anno 1631 verstörten Katholischen Gottesdienst wiederherzustellen“, wie Philipp Wilhelm von Riedt vermerkte.

### Schlosspark
Der vor dem Dreißigjährigen Krieg genutzte Kirchhof, unmittelbar vor dem Schloss gelegen, wurde in den neuen Schlosspark einbezogen. Als Grünanlage und Kinderspielplatz blieb das ehemalige Friedhofsgelände bis heute unbebaut. Der Schlosspark erstreckte sich vom Niddaufer bis zur heutigen Oranienstraße (damals: Taunusstraße) und reichte südlich bis zur heutigen Diezerstraße (damals: Schulgasse), nördlich bis etwa zur heutigen Einmündung der Gerningstraße in die Oranienstraße. Ein weiterer Bereich erstreckt sich im Südwesten zum Eingangsbereich des Schlosses angrenzend. Es ist ein ummauertes Geviert mit alten Bäumen.